# 1887 في المملكة المتحدة
فيما يلي قوائم الأحداث التي وقعت خلال عام 1887 في المملكة المتحدة.

## سياسة

### انتهاء فترة المنصب
- 11 مارس – آرثر جيمس بلفور وزير الدولة لشؤون اسكتلندا [الإنجليزية]‏.
- 6 أكتوبر – جورج بوين محافظ هونغ كونغ.

## أحداث
- 13 نوفمبر – الأحد الدامي 1887

## رياضة
- 1 يناير – بطولة ويمبلدون 1887

## كتب
من الكتب التي صدرت هذه السنة في المملكة المتحدة:
- 1 يناير – أهل الغابات من تأليف توماس هاردي.
- 1 يناير – دراسة بالقرمزي من تأليف آرثر كونان دويل.
- 1 يناير – هي من تأليف هنري رايدر هاجارد.

## مواليد

### يناير
- 1 يناير – ألف ووكر لاعب كرة قدم من المملكة المتحدة.
- 9 يناير – جوزيف جونز

### فبراير
- 1 فبراير – جوردون ويلسون جراح من المملكة المتحدة.
- 20 فبراير – روبرت فيرث
- 25 فبراير – ليونارد كاري ممثل بريطاني.

### مارس
- 15 مارس – ليسلي نايتون

### مايو
- 27 مايو – فريدي جروب درّاج طريق من المملكة المتحدة.

### يونيو
- 22 يونيو – جوليان هكسلي

### يوليو
- 17 يوليو – براين جيلبرت لاعب كرة مضرب من المملكة المتحدة.

### أغسطس
- 3 أغسطس – روبيرت بروك شاعر بريطاني.
- 5 أغسطس – ريجنالد أوين ممثل بريطاني.
- 12 أغسطس – جورج كيمبتون لاعب ومدرب كرة قدم إنجليزي.
- 27 أغسطس – جيمس فينلايسون
- 31 أغسطس – بومباردييه بيلي ويلز ملاكم من المملكة المتحدة.

### سبتمبر
- 7 سبتمبر – إديث سيتول شاعرة بريطانية.

### أكتوبر
- 15 أكتوبر – فريدريك فليت بحّار من المملكة المتحدة.
- 24 أكتوبر – فيكتوريا أوجيني من باتنبرغ

### نوفمبر
- 17 نوفمبر – برنارد مونتغمري
- 23 نوفمبر – بوريس كارلوف ممثل إنجليزي.
- 23 نوفمبر – هنري موزلي

### ديسمبر
- 16 ديسمبر – هاري غراهام
- 27 ديسمبر – إدوارد اندرادي
- 30 ديسمبر – تشارلي دانبار برود

## وفيات

### يناير
- 1 يناير – توماس مور (مواليد 1821) عالم نبات بريطاني.
- 22 يناير – جوزيف وايتوورث (مواليد 1803)

### فبراير
- 10 فبراير – إيلين وود (مواليد 1814) روائية من المملكة المتحدة.

### أبريل
- 17 أبريل – توماس غور براون (مواليد 1807)

### نوفمبر
- 17 نوفمبر – فالنتاين بيكر (مواليد 1827)

### ديسمبر
- 19 ديسمبر – بلفور ستيوارت (مواليد 1828) فيزيائي من المملكة المتحدة.